# Xenobrachyops allos
Xenobrachyops allos (лат.) — вымершее земноводное из семейства Brachyopidae отряда темноспондильных. Время его жизни соответствует индскому веку триасового периода.
Был обнаружен в Австралии и описан Howie в 1972 году как Brachyops allos. В 1983 году Warren и Hutchinson в ходе анализа новых находок выделили этот вид в отдельный род Xenobrachyops.